# Angers Sporting Club de l'Ouest 1973-1974
Questa voce raccoglie le informazioni riguardanti l'Angers Sporting Club de l'Ouest nelle competizioni ufficiali della stagione 1973-1974.

## Maglie e sponsor
Lo sponsor tecnico per la stagione 1973-1974 è Le Coq Sportif.
| Manica sinistra · Maglietta · Maglietta · Manica destra · Pantaloncini · Calzettoni | Manica sinistra · Maglietta · Maglietta · Manica destra · Pantaloncini · Calzettoni |

## Rosa
| N. |                       | Ruolo | Calciatore            |
| -- | --------------------- | ----- | --------------------- |
|    | Francia (bandiera)    | P     | Alain Gouraud         |
|    | Francia (bandiera)    | P     | Marc Weller           |
|    | Francia (bandiera)    | D     | Pierre Bourdel        |
|    | Francia (bandiera)    | D     | Patrick Brulez        |
|    | Jugoslavia (bandiera) | D     | Milan Damjanović      |
|    | Francia (bandiera)    | D     | Baudoin Le Chatellier |
|    | Francia (bandiera)    | D     | Jacky Lemée           |
|    | Francia (bandiera)    | D     | Daniel Noir           |
|    | Francia (bandiera)    | C     | Éric Bedouet          |
|    | Francia (bandiera)    | C     | Jean-Marc Guillou     |

| N. |                       | Ruolo | Calciatore          |
| -- | --------------------- | ----- | ------------------- |
|    | Francia (bandiera)    | C     | Jean-Yves Le Cœur   |
|    | Italia (bandiera)     | C     | Alberto Poli        |
|    | Jugoslavia (bandiera) | A     | Boško Antić         |
|    | Francia (bandiera)    | A     | Marc Berdoll        |
|    | Francia (bandiera)    | A     | Michel Cassan       |
|    | Francia (bandiera)    | A     | Éric Edwige         |
|    | Francia (bandiera)    | A     | Jean-Michel Guillon |
|    | Francia (bandiera)    | A     | Guy Lassalette      |
|    | Alto Volta (bandiera) | A     | Issicka Ouattara    |